# Kinde Annamária
Kinde Annamária (Nagyvárad, 1956. június 10. – 2014. január 5.) romániai magyar költő, műfordító, lapszerkesztő, a Várad című irodalmi folyóirat szerkesztője.

## Életpályája
Az érettségit követően Brassóban az Erdőmérnöki Egyetemen folytatta tanulmányait, majd Nagyváradon szerzett újságírói diplomát. 1990-ben a Majomsziget című ifjúsági lap főszerkesztője. Lánya, Kinde Anna, 1991-ben született. 1992-1996 között az Erdélyi Napló munkatársa. 1996 és 2002 között a nagyváradi Ady Endre Sajtókollégium igazgatója. 2002-ben a Nyugati Jelen aradi napilap főszerkesztője. 2003-tól az Erdélyi Riport szerkesztője. 2006-tól a Várad című irodalmi heti folyóirat szerkesztője. Kezdetben az Erdélyi Magyar Írók Ligája vezetőségének a tagja.

## Kötetei
- A hiúzok természetéről. Versek, 1979–1994; Mentor, Marosvásárhely, 1996 (Forrás)
- Egy másik arc versek, Mentor Kiadó, Marosvásárhely, 1999
- Szandra May kertje, versek, Mentor Kiadó, Marosvásárhely, 2002
- Szandra May a sivatagban, versek, Mentor Kiadó, Marosvásárhely, 2004
- Mondhatatlan, versek, Nagyváradi Ady Társaság. Nagyvárad, 2006
- Rózsavér, versek, a pozsonyi AB-ART Kiadó és a Várad kulturális folyóirat közös kiadása, Pozsony–Nagyvárad, 2009
- Szandra May és Tom Vanguard igaz története, versek, Mákvirág Kiadó, Nagyvárad, 2010
- Hóbanévad, versek, Riport Kiadó, Nagyvárad, 2011 (Napos oldal könyvek)
- Húzódhatsz közelebb; Riport, Nagyvárad, 2013 (Napos oldal könyvek)
- Kinde Annamária összes művei; Holnap Kulturális Egyesület, Nagyvárad, 2019–
  - 1. Versek; szerk. Demeter Zsuzsa; 2019

## Műfordításai
- Hölgy rózsaszínben, Traian Stef versei, AB-ART Kiadó, Pozsony, 2009

## Antológiákban való részvételei
- Ajtók, Fiatal prózaírók antológiája, szerkesztette Mózes Attila, Kriterion Kiadó, Bukarest, 1986
- Menedékjog, Littera Nova Kiadó, Budapest, 1995
- Váradykon, Nagyváradi Ady Társaság, Nagyvárad, 2002
- Erdélyi Szép Szó, Hargita Kiadó, Csíkszereda, 2002, 2003, 2004, 2005, 2006, 2007
- Költők könyve, Noran Kiadó, Budapest, 2003
- Attraverso i tuoi occhi chiusi vedo. Poesie d'amore di poetesse ungheresi. Római Magyar Akadémia, Róma, 2004
- Lehunyt szemeden át látom. Magyar költőnők szerelmes versei. Római Magyar Akadémia, Róma, 2004
- Kortárs román költők, AB-ART Kiadó, Pozsony, 2008

## Díjak
- A marosvásárhelyi Látó folyóirat szépirodalmi folyóirat nívódíja vers kategóriában, 2001
- Nagyvárad megyei jogú város Kiválósági oklevele irodalom kategóriában, 2007
- A Romániai Írók Szövetségének irodalmi különdíja vers kategóriában, 2011

## Tagságai
- A Romániai Írók Szövetségének tagja
- Az Erdélyi Magyar Írók Ligájának tagja

## Külső hivatkozások
- Uniuneascriitorilorarad.ro
- Konyvkolonia.hu
- Helikon.ro Archiválva 2012. június 25-i dátummal a Wayback Machine-ben
- Helikon.ro Archiválva 2012. június 25-i dátummal a Wayback Machine-ben
- Varadlap.ro
- Irodalmijelen.hu
- Irodalmijelen.hu
- Litera.hu
- Mek.oszk.hu
- Epa.oszk.hu
- Avorospostakocsi.hu
- Lato.ro
- Lato.ro
- Lato.ro